# Born with a Broken Heart
"Born with a Broken Heart" é o segundo single do cantor italiano Damiano David. Foi lançado em 25 de outubro de 2024 pela Sony Music Italia e Arista Records, seguindo o lançamento do seu single de estraia, "Silverlines". Um video musical foi lançado o mesmo dia.

## Antecedentes
Depois do lançamento da sua primeira faixa da sua carreira solo, "Silverlines", em 27 de setembro de 2024, "Born with a Broken Heart" foi lançado o mês seguinte, em 25 de outubro. Os dois singles diz-se que os são no seu primeiro álbum de estudio, agendado para lançamento em 2025. David disse da música: "Quando escrevi esta canção eu estava a sair de um lugar muito escuro, eu estava me sentindo sem emoção [...] Acho que a música era uma maneira de fazer sentido do que eu estava sentindo e olhar para ele de uma perspectiva menos assustadora".

## Lançamento
A faixa foi lançada em 25 de outubro de 2024. Um video músical foi lancado o mesmo dia, diretado por Aerin Moreno.